# Инцидент в Крыму (2016)
Инцидент в Крыму — инцидент в районе города Армянска в ночь с 6 на 7 августа и в ночь с 7 на 8 августа 2016 года. 
Две версии события (российская и украинская) разнятся и в корне отличаются одна от другой: с одной стороны говорят о готовящихся терактах и убийстве двух человек, с другой — о провокации.

## Российская версия
По версии ФСБ, 6 августа, получив оперативную информацию от нераскрытого источника, что предполагаемые пособники диверсантов Евгений Панов и Андрей Захтей ночью 7 августа готовятся встречать прибывающий из-за границы отряд, сотрудники отдела сопровождения оперативных мероприятий (ОСОМ) отряда «Вымпел» ФСБ отправились на перехват диверсионной группы на кладбище близ города Армянска в район села Суворово, где и обнаружили группу. Во время попытки задержания участники диверсионной группы открыли огонь, в результате которого погиб начальник ОСОМ подполковник Роман Каменев. Ответным огнём были ликвидированы двое участников диверсионной группы, трое были задержаны (изначально сообщалось, что первая группа состояла из семерых человек — двое диверсантов были ликвидированы, пятерых взяли живыми).
Обнаружить вторую группу диверсантов удалось к 23 часам, причем уже не в районе Суворова, в окрестностях которого произошел первый бой, а восточнее, на самой границе с Украиной, в заболоченной местности на технологической дамбе через залив Сиваш. По предварительной информации, диверсанты хотели заминировать на ней дорогу и опоры ЛЭП. В перестрелке с диверсантами были ранены прикомандированные для охраны границы десантники из 247-го гвардейского десантно-штурмового полка. Один из десантников, первым обнаруживший диверсионную группу, 22-летний механик-водитель БМД ефрейтор Семён Сычёв от полученного ранения скончался. Диверсионная группа ушла без потерь, установив на дамбе противотанковую мину. С украинского берега отход диверсантов прикрывала боевая машина. По десантникам бил крупнокалиберный пулемёт.
По данным ФСБ, на месте были обнаружены 20 самодельных взрывных устройств суммарной мощностью более 40 кг в тротиловом эквиваленте, боеприпасы и специальные средства инициирования, штатные противопехотные и магнитные мины, а также гранаты и спецоружие.
Были задержаны семеро человек (среди них Андрей Захтей).
По данным РИА Новости, у диверсантов, готовивших теракты в Крыму, была «подстраховка» в виде группы офицеров ВМС Украины, ожидавших развития событий в 73-м морском центре специальных операций ВМС Украины в Очакове. Источник агентства сообщил, что 7—9 августа в 73-й центр спецназначения прибыла группа офицеров из центрального штаба ВМС. Как утверждает собеседник агентства, военнослужащие морского центра в частных беседах говорили, что эта группа прибыла на вертолёте на аэродром Кульбакино для организации поддержки и эвакуации блокированной в Крыму диверсионно-разведывательной группы ГУР МОУ. Однако видеоблогер Анатолий Шарий ставит под сомнение это утверждение из-за того, что расстояние между очаковским центром спецназначения и аэродромом Кульбакино, о котором говорится в публикации, составляет более 50 км.
12 августа появилась информация, что Евгений Панов ещё в 2014 году стал почётным сотрудником Главного управления разведки (ГУР) Министерства обороны Украины, был волонтёром в войсках в Донбассе, получил медаль за «антитеррористическую операцию» и почётный золотой значок военной разведки Украины.
15 августа во время встречи министров иностранных дел России и ФРГ в Екатеринбурге Сергей Лавров заявил, что Россия обладает неопровержимыми доказательствами подготовки диверсий ГУР МО Украины на территории Республики Крым.
19 августа на совещании с членами Совета безопасности России в Крыму президент России Владимир Путин предположил, что попытка диверсии в Крыму была предпринята властями Украины из-за нежелания или невозможности украинской стороны выполнять минские договорённости.
21 августа Россия 24 опубликовала кадры с камер видеонаблюдения, на которых запечатлены задержанный Евгений Панов и Алексей Сандул, посещающие магазины и автозаправки и заселяющиеся в гостиницу на территории Республики Крым.

## Украинская версия
Президент Украины Пётр Порошенко назвал сообщения ФСБ «фантазиями». Евгений Панов — обычный водитель на Запорожской АЭС. Секретарь СНБО Александр Турчинов назвал данные о подготовке терактов в Крыму «провокационным бредом» и попыткой скрыть перестрелку пьяных российских военных. Антон Геращенко отметил, что, по его данным, заявленные ФСБ РФ «украинские диверсанты» являются российскими дезертирами.
Брат жителя Запорожской области Украины Евгения Панова сказал, что его брата могли похитить. Украинская полиция открыла уголовное производство по факту похищения гражданина Украины Евгения Панова. Друг Панова, депутат местного совета Энергодара Артём Дубков тоже предположил, что Панова похитили. Однако официальный представитель Главного управления разведки Министерства обороны Украины Вадим Скибицкий заявил, что Панов въехал на территорию Республики Крым сам на своём автомобиле.
Задержанные по подозрению в организации террористических актов в Крыму на допросах заявили, что планировали устроить ряд взрывов на курорте, чтобы только фигурально «убить туризм», но людей убивать они не планировали. ГУР заявило о «диверсантах» в Крыму, что это украинцы, патриоты, но не сотрудники разведки, а Антон Геращенко заявил, что второй не патриот, а — «ватник».
11 августа 2016 года Громадское телевидение сообщило, что Панов ранее жил в Крыму, затем поддержал Евромайдан, поехал в район «антитеррористической операции» и с сентября 2014 года по август 2015 года проходил службу в составе 37-го батальона. Бывший командир батальона, где служил Панов, Александр Лобас заявил: 

Евгений Панов проходил службу в составе батальона. В течение года. Должность и звание называть не имею права. Но он был военнослужащим. Находился в зоне проведения АТО. Выполнял служебные обязанности под Авдеевкой и Мариуполем в составе подразделения. Непосредственно, в районе Широкино, Гнутового, Талаковки. Панов очень опытный, очень серьезный человек.
12 августа 2016 года представитель Главного управления разведки Минобороны Вадим Скибицкий заявил, что перестрелка была между российскими военными.

## Плёнки Деркача
В июле 2020 года народный депутат Украины Андрей Деркач на пресс-конференции обнародовал часть записей разговоров между людьми, чьи голоса похожи на Петра Порошенко и бывшего вице-президента США Джо Байдена. Байден и Порошенко обсуждали украинских диверсантов в Крыму в августе 2016 года. Из разговора становится понятно, что диверсионная операция действительно была. Это фактически признал Порошенко. Байден резко критикует решение о проведении диверсионной операции в Крыму и говорит, что это создаёт риски эскалации, а также даёт повод европейцам обвинить в этом Украину. Порошенко соглашается и говорит, что он не снимает начальника разведки только потому, что не хотел бы, чтоб это увязывалось с событиями в Крыму. Байден прямо спрашивает у Порошенко, знал ли он об этой операции. Порошенко увиливает от ответа. В конце концов Байден раздраженно говорит: «Я не хочу, чтоб это когда-либо повторилось». Порошенко гарантирует, что не повторится. В 2021 году Деркач признан правительством США агентом ФСБ России.

## Международная реакция
- Литва — министр иностранных дел Линас Линкявичюс назвал заявление ФСБ поддельным обвинением[38].
- США — посол на Украине Джеффри Пайетт: «Правительство США не видело никаких подтверждений российским обвинениям во „вторжении в Крым“, которые Украина уверенно опровергает… Это не первое ложное обвинение Украины Россией, высказанное, чтобы отвлечь внимание от своих собственных противоправных действий»[39].
- Европейский союз — спикер внешней дипломатической службы Майи Косьянчич: «Мы слышали заявления российских властей о якобы событиях в Армянске (Крым), а также заявления украинских властей, которые отрицали какую-либо причастность к таким якобы событиям и осуждали подобные заявления самым решительным образом. Важно также отметить, что не было никакого независимого подтверждения обвинениям, сделанным российскими властями»[40].
- Великобритания — Посольство на Украине: «Информация о военных действиях в незаконно оккупированном Крыму беспокоит. Для избежания дальнейшей эскалации необходимы сдержанность и дипломатия»[41].
- НАТО: «Россия не предоставила никаких доказательств её обвинений в адрес Украины»[42].

## Мнения прессы США
- По мнению американского еженедельника Newsweek, инцидент был инспирирован российской стороной для оказания дипломатического давления на Киев[43].